# Jean-François Coulon

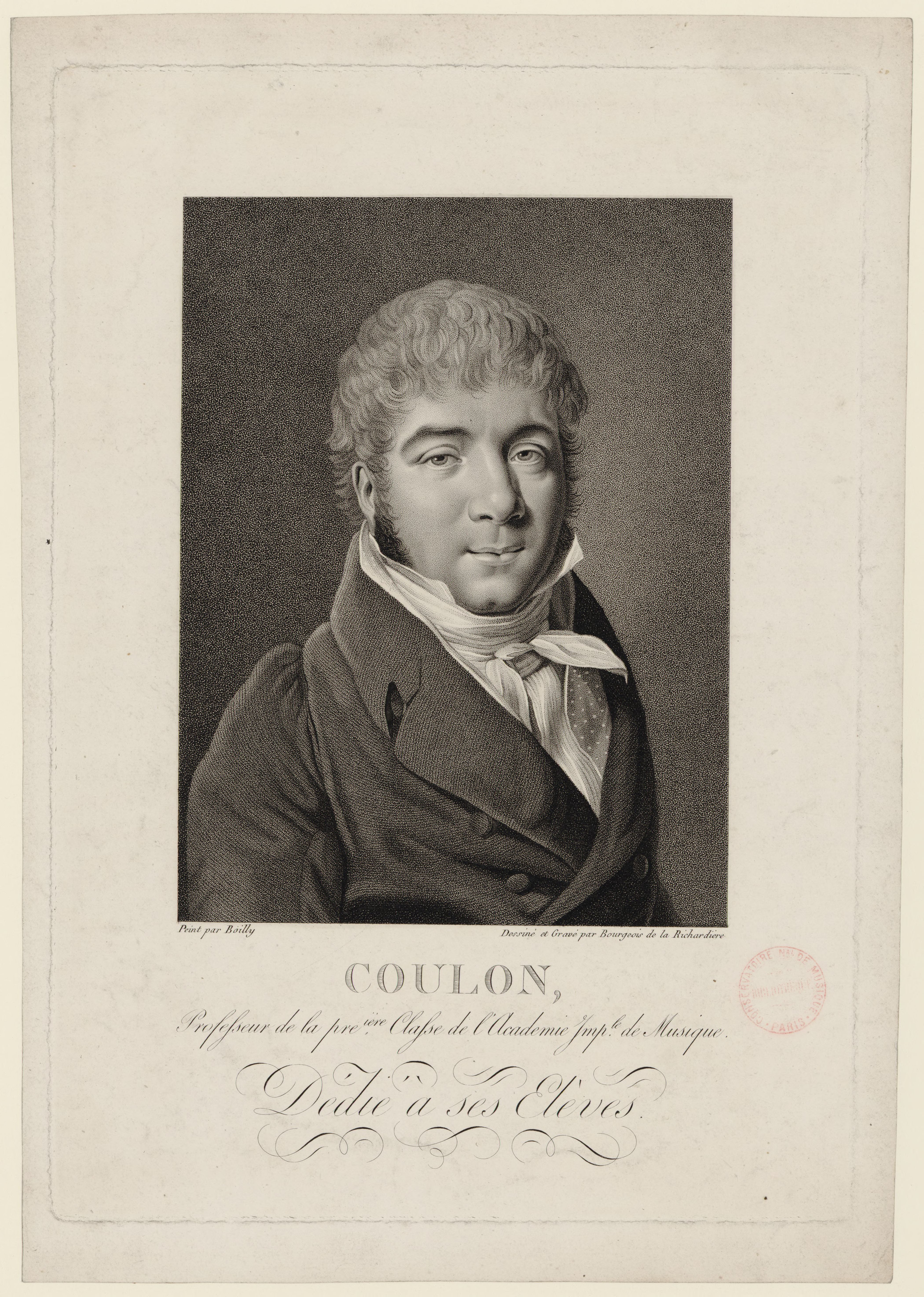
Jean-François Coulon

Jean-François Coulon (ur. 1763 w Paryżu, zm. 22 maja 1836, tamże) – francuski artysta baletu; początkowo tancerz L’Académie Royale de Musique w Paryżu, a następnie wybitny pedagog tańca baletowego o międzynarodowej renomie.

## Życiorys

### Tancerz
Był członkiem znanej francuskiej rodziny baletowej. Jego rodzice należeli do francuskiego zespołu utrzymywanego przez Fryderyka II Heskiego, landgrafa Hesji-Kassel. Swoją karierę rozpoczynał w 1787 jako tancerz L’Académie Royale de Musique (opery paryskiej), gdzie występował głównie w przedstawieniach ówczesnego baletmistrza i choreografa  Pierre'a Gardela. 

### Pedagog baletu
Zasłynął jednak przede wszystkim jako renomowany nauczyciel tańca. Pod koniec XVIII wieku założył w Paryżu szkołę tańca, zyskując wkrótce wielki autorytet jako pedagog. W 1807 zajął pozycję profesora najwyższej klasy udoskonalenia (classe de perfectionnement) w szkole tańca opery paryskiej, gdzie jego uczniami byli  m.in. tak wybitni artyści baletu pierwszej połowy XIX wieku, jak: Geneviève Gosselin, Louis-Antoine Duport, Louis Henry, Marie Quériau, Pauline Duvernay, Albert (ur. jako François Décombé), Julia de Varennes, Filippo Taglioni, jego sławna córka Maria i syn Paolo Taglioni, a także Félicité Hullin-Sor, August Bournonville czy Jean Coralli. Znacznie przyczynił się do rozwoju techniki tańca na puentach.
Jego osiągnięcia pedagogiczne i wielka sława w całej Europie spowodowały, że zjeżdżali do niego z różnych krajów najzdolniejsi młodzi tancerze baletowi, aby podczas dłuższych lub krótszych pobytów w Paryżu szlifować pod jego kierunkiem swoją technikę tańca. Byli wśród nich także znani warszawscy artyści ówczesnego Teatru Narodowego na placu Krasińskich, wysyłani do niego przez dyrekcję Warszawskich Teatrów Rządowych na kilkumiesięczne szkolenia pod jego okiem: Antonina Palczewska i Maurice Pion (1825/1826) oraz dwukrotnie Mikołaj Grekowski (1825/1826 i 1830–1832), pierwszy polski danseur noble.

## Rodzina
Jean-François Coulon miał także siostrę Anne-Jacqueline Coulon, cenioną tancerkę L’Académie Royale de Musique w latach 1778–1802, partnerkę sceniczną sławnych XVIII-wiecznych tancerzy francuskich Jeana Daubervala i Auguste’a Vestrisa, późniejszą żonę baletmistrza Pierre'a Gardela. Jego syn Antoine Louis Coulon (1796–1849) również był tancerzem opery paryskiej, a następnie baletu Her Majesty’s Theatre w Londynie, gdzie od 1844 do śmierci pełnił również funkcję reżysera baletu. Także syn tego ostatniego, Eugène Coulon był nauczycielem tańca w Anglii.